# Mouvement de résistance nationale de l'Iran
Le Mouvement de résistance nationale de l'Iran (Namir) (en persan : نهضت مقاومت ملی ایران) est un ancien parti politique iranien fondé par Chapour Bakhtiar en 4 août 1981 en opposition au régime islamique iranien.
Le Mouvement de Résistance Nationale d'Iran est la première organisation d'opposition de la République Islamique, qui a été créée par le Dr Shapoor Bakhtiar à Paris le 4 août 1981 et est active jusqu'à aujourd'hui.[1]
Les fondateurs du Mouvement de résistance nationale iranienne étaient : Mouloud Khanlari, Ahmad Mirfenderski, les ingénieurs Jafarudi, Ezzat Rastkar, Hossein Malek, Rahim Sharifi, Abdolrahman Broumand. Il a été fondé sous la direction du Dr Shapour Bakhtiar.
Le Mouvement de résistance nationale d'Iran a été fondé sur l'inspiration du mouvement de résistance apparu immédiatement après le coup d'État du 18 août 1949 pour faire face à la dictature et a pris le nom de Mouvement de résistance nationale. En 1980, le Mouvement de résistance nationale iranien a été fondé par Shapoor Bakhtiar et un groupe de personnalités pro-opposition pour lutter contre le régime au pouvoir en Iran et atteindre les objectifs suivants :
Souveraineté nationale et État de droit
Séparation de la religion du gouvernement dans tous les aspects du pays (laïcité)
Maintenir l'indépendance et l'intégrité territoriale du pays
Le Mouvement de la Résistance nationale iranienne considère sa lutte dans la séquence des luttes du Mouvement national iranien et du Front national. Les luttes qui se déroulent depuis le début de la révolution constitutionnelle jusqu'à aujourd'hui pour réaliser les revendications de la nation iranienne, à savoir la démocratie, l'indépendance, l'intégrité territoriale et un établissement militaire fondé sur la loi. Le Mouvement de Résistance Nationale d'Iran se considère comme l'un des gardiens du mouvement national iranien et tente à son tour d'apporter une contribution plus efficace à la lutte de la nation iranienne pour construire un Iran libre et prospère en élargissant la gamme d'activités et en unissant avec d'autres nationalistes iraniens.

## Positions politiques
L'organisation regroupait des opposants iraniens en exil libéraux, conservateurs, socio-démocrates ainsi que des monarchistes, dans l'idée de réaliser une convergence entre le libéralisme constitutionnel et le nationalisme.
Inspiré par les idées de son fondateur, Shapour Bakhtiar, le mouvement de résistance nationale iranienne cherche à établir un système basé sur le libre arbitre et le vote du peuple, afin qu'avec l'établissement de la démocratie en Iran, il soit possible de vivre librement. Être fructueux et précieux pour tous les membres de la nation. Le Mouvement de résistance nationale iranienne veut créer une société dans laquelle ses membres ont le droit de prendre des décisions libres et équitables en matière de production et de distribution. Du point de vue du mouvement, la société idéale est une société qui se forme sur la base de l'existence de la libre coopération et de l'égalité humaine, et du sens de la responsabilité et de la participation des membres de la société, et dans laquelle l'indépendance et la dignité de la personnalité humaine et le respect de la valeur égale de tous les êtres humains sont préservés.
Par conséquent, la dernière étape que traversera le mouvement de résistance nationale iranienne dans l'unité nationale en tant que programme sera la formation de l'Assemblée constituante pour décider de la mise en œuvre de la constitution de 1906 en fonction des besoins du moment et de l'approbation de la loi des élections libres. A ce moment-là, le gouvernement intérimaire considérera son travail comme terminé et déléguera toutes les questions aux personnes élues par la Chambre des représentants. Maintenant que tous les esprits sont conscients de la nécessité de former le plus rapidement possible une force nationale de remplacement, capable de prendre immédiatement en charge les affaires du pays et de donner au peuple le pouvoir de maintenir son indépendance et de créer les conditions nécessaires à l'établissement du pays. d'une société humaine et libre.Le Mouvement de Résistance Nationale d'Iran, prenant en compte toutes les conditions internes du pays, ainsi que les dangers qui menacent notre indépendance vis-à-vis de sources extérieures, et tenant compte des expériences passées dans le domaine de l'union des forces nationales , déclare que le seul cadre sain qui puisse être celui de réaliser les objectifs ci-dessus et de rassembler toutes les forces nationales saines autour d'un programme commun sont les principes et les programmes présentés dans cette déclaration.
Voir les principes et les convictions du mouvement de résistance nationale iranienne dans ce lien.[1]